# Millennial Spirit
El Millennial Spirit era un petrolier moldau que va ser bombardejat per l'armada russa al mar Negre al començament de la invasió russa d'Ucraïna del 2022. Tenia una sola coberta i una tripulació de 12 persones.

## Història
El Millennial Spirit va ser construït a la ciutat alemanya de Lauenburg d'Elba pel constructor naval JG Hitzler Schiffsw. und Maschinenfabrik. Es va acabar el 22 de juny de 1974 i es va registrar amb el nom d'Essberger Pilot al port de matrícula xipriota de Limassol. Durant els anys següents, el vaixell va canviar de nom diverses vegades: Solvent Explorer, Tom Lima i Hordafor Pilot.
L'agost de 2001 el vaixell va ser adquirit per l'empresa naviliera islandesa Nesskip. Renomenat Freyja, va ser operat per Nesskip fins al 2015 i registrat a La Valletta.
El 25 de febrer de 2022, el Millennial Spirit transportava 600 tones de gasoil mentre transitava pel Mar Negre. Els vaixells de guerra russos van bombardejar el vaixell cisterna a dotze milles al sud del port ucraïnès d'Yuzhne. El vaixell tenia una tripulació de dotze persones, dos van resultar ferides i les altres deu es van veure obligades a abandonar el vaixell amb les armilles salvavides. Els dotze tripulants van ser rescatats per les autoritats ucraïneses i el petrolier va continuar cremant dues setmanes.
Els primers informes van indicar que el vaixell navegava sota bandera romanesa, un país que és membre de l'OTAN, fet que va generar inquietud. Tanmateix, aquests informes van resultar ser falsos i l'agència naval de Moldàvia va confirmar que el Millenial Spirit era moldau.